# Miejska Górka
Miejska Górka (germană Görchen) este un oraș în Polonia.